# Internationales Jahr des Kindes

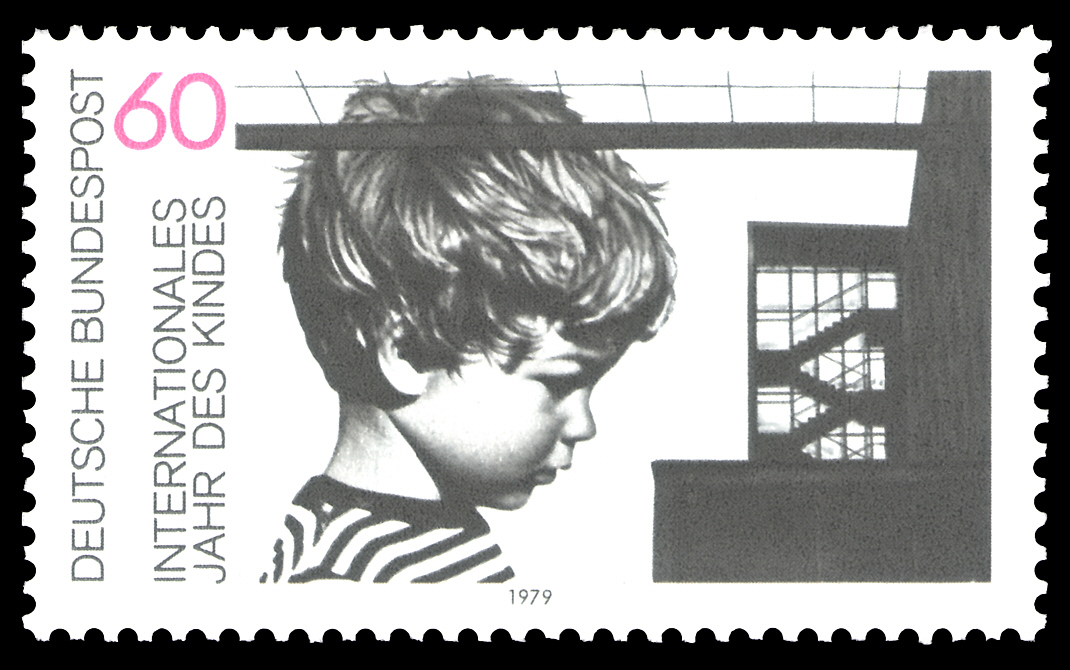
Briefmarke der Deutschen Bundespost (1979): Internationales Jahr des Kindes

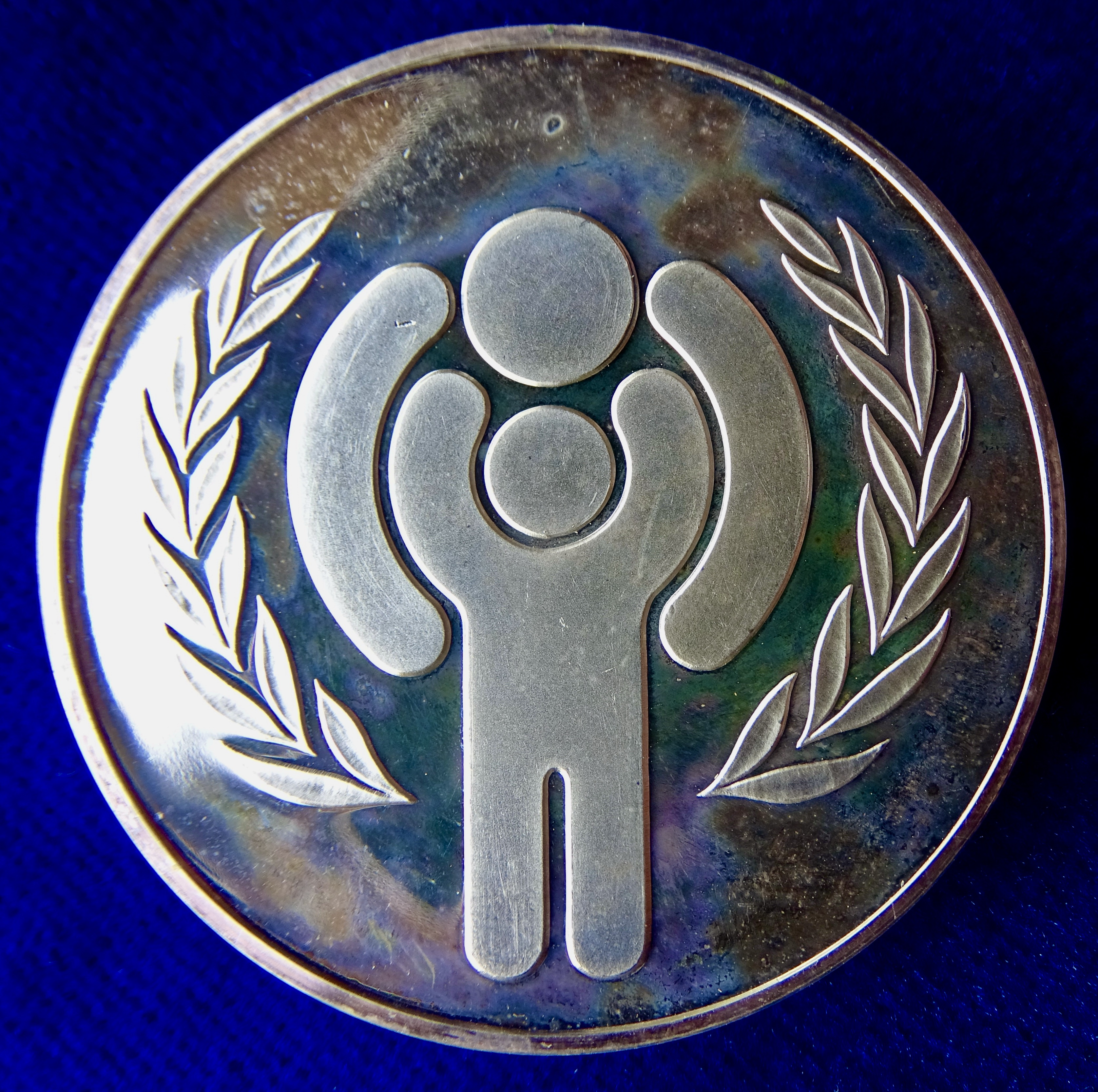
Das Unicef Emblem auf der Vorderseite der deutschen Medaille zum Internationalen Jahr des Kindes

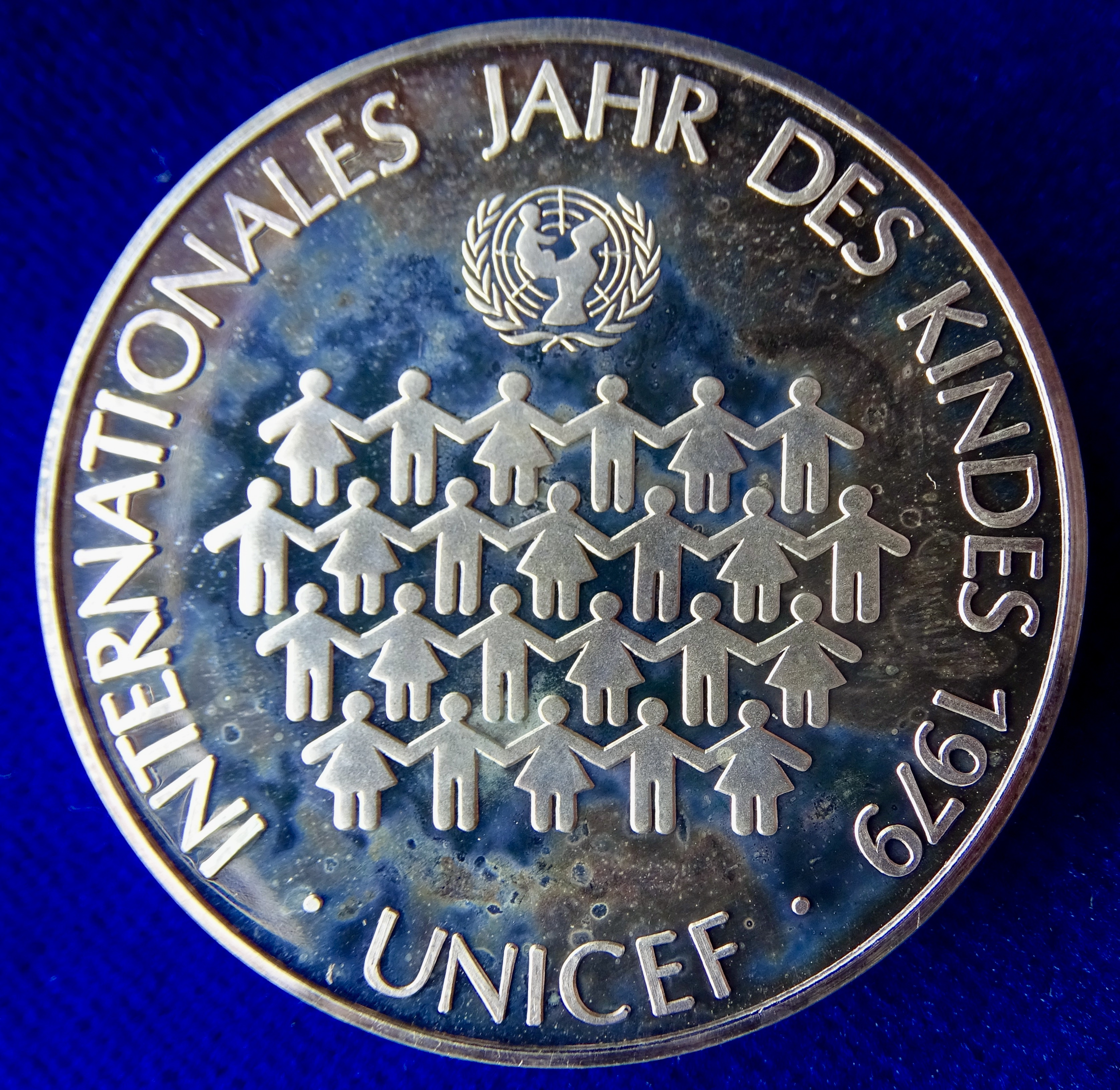
Die Rückseite dieser Medaille von 1979

Das Internationale Jahr des Kindes wurde von der UNO-Generalversammlung 1976 für das Jahr 1979 ausgerufen.
Den Bedürfnissen der Kinder sollte weltweit mehr Beachtung geschenkt werden. 1979 wurden Arbeitsgruppen eingerichtet, die auf Initiative Polens bei der UNO-Menschenrechtskommission eine Konvention über die Rechte des Kindes (KRK) ausarbeiteten.

## Geschichte
1979 plante die UNESCO eine Vielzahl von Publikationen. Diese sollten die Bedürfnisse der Kinder in den Fokus der Weltgemeinschaft rücken und ein jüngeres Publikum auf die Aktivitäten der UNESCO aufmerksam machen:
- Unter Koordination der UNESCO planten Fernsehsender aus zehn Teilnehmerländern Beiträge zum Thema Kindheit in unterschiedlichen sozialen und kulturellen Kontexten. Diese sollten später untereinander ausgetauscht werden.

- Die UNESCO bereitete Radiosendungen über Kinderrechte und Zeichentrickfilme über die Arbeit der UNESCO vor.

- Eine Studie zu den Effekten von Bildungsfernsehen auf die Entwicklung von Kindern sollte vorgestellt werden.

- Die Broschüre „A World for Everybody“ erläuterte die Ziele der UNESCO in einfacher Sprache. Auch eine Version in Brailleschrift mit Reliefs für blinde Kinder wurde erstellt.

- Eine Wanderausstellung, die Kinderspiele und Spielzeuge aus aller Welt zeigte, wurde zunächst im Hauptsitz der UNESCO in Paris gezeigt und später im gemeinsamen Pavillon von UNESCO und UNICEF in Montreal, während der Ausstellung „Man and his World“.

- Ein Zeichenwettbewerb mit dem Thema „Mein Leben im Jahr 2000“, an dem junge Menschen aus 85 Ländern teilnahmen, sollte am 15. Mai 1979 von einer internationalen Jury bewertet werden.